# Upeneus oligospilus
Upeneus oligospilus är en fiskart som beskrevs av Lachner, 1954. Upeneus oligospilus ingår i släktet Upeneus och familjen mullefiskar. Inga underarter finns listade i Catalogue of Life.